# Rex Brothers
Rex Coleman Brothers (né le 18 décembre 1987 à Chapel Hill, Tennessee, États-Unis) est un lanceur de relève gaucher qui a joué pour les Rockies du Colorado, les Braves d'Atlanta et les Cubs de Chicago dans la Ligue majeure de baseball.

## Carrière

### Rockies du Colorado
Rex Brothers est un choix de première ronde des Rockies du Colorado en 2009. Joueur de l'université Limpscomb à Nashville, Brothers est le 39e athlète sélectionné par un club de la MLB en juin de cette année-là, et le troisième réclamé au premier tour par les Rockies. Ces derniers ont obtenu ce choix en compensation pour la perte de l'agent libre Brian Fuentes, parti à Anaheim.
Brothers fait ses débuts dans les majeures le 6 juin 2011 pour les Rockies, dans un match face aux Padres à San Diego. Il remporte sa première victoire en carrière le 28 juin sur les White Sox de Chicago et réussit son premier sauvetage le 23 août contre les Astros de Houston. Il est excellent au monticule pour les Rockies avec une moyenne de points mérités de 2,88 en 48 sorties comme releveur. Gagnant d'une partie contre deux défaites, il enregistre 59 retraits sur des prises en 40 manches et deux tiers lancées. En moyenne, Brothers retire 13,1 frappeur adverse sur des prises par 9 manches lancées en 2011.
Il connaît sa meilleure année en 2013 avec la meilleure moyenne de points mérités en une saison par un releveur des Rockies : 1,74 en 67 manches et un tiers lancées. Pour la première fois employé comme stoppeur, il réalise 19 sauvetages en 21 tentatives, dont une séquence de 14 victoires protégées consécutives qui prend fin le 6 septembre à San Diego. En 72 matchs, il réussit 76 retraits sur des prises.
Cette belle performance est toutefois suivie par la pire saison de sa carrière en 2014, alors que sa moyenne de points mérités s'élève à 5,59 en 56 manches et un tiers, lors de 74 sorties en relève. Il ne retire que 8,8 frappeurs sur des prises par 9 manches lancées alors que sa balle rapide, chronométrée en moyenne à 153 km/h deux ans plus tôt descend maintenant sous les 150 km/h. Au cours de cette année difficile, Brothers lance toutefois une manche immaculée le 14 juin en retirant Michael Morse, Brandon Crawford et Gregor Blanco des Giants de San Francisco sur 9 prises de suite. Il est le premier lanceur des Rockies à accomplir la chose.
En 2015, il fait la navette entre Colorado et leur club-école d'Albuquerque. Pour les Rockies, il n'alloue que deux points mérités en 17 matchs et 10 manches et un tiers lancées.
En 5 saisons au Colorado, Brothers affiche une moyenne de points mérités de 3,42 avec 16 victoires, 11 défaites, 20 sauvetages et 278 retraits sur des prises en 242 manches et un tiers lancées.
Le 25 novembre 2015, les Rockies du Colorado échangent Rex Brothers aux Cubs de Chicago contre Wander Cabrera, un lanceur gaucher des ligues mineures. Brothers est cependant libéré de son contrat durant le camp d'entraînement des Cubs. En 2017, il est avec les Braves d'Atlanta.